# COSC

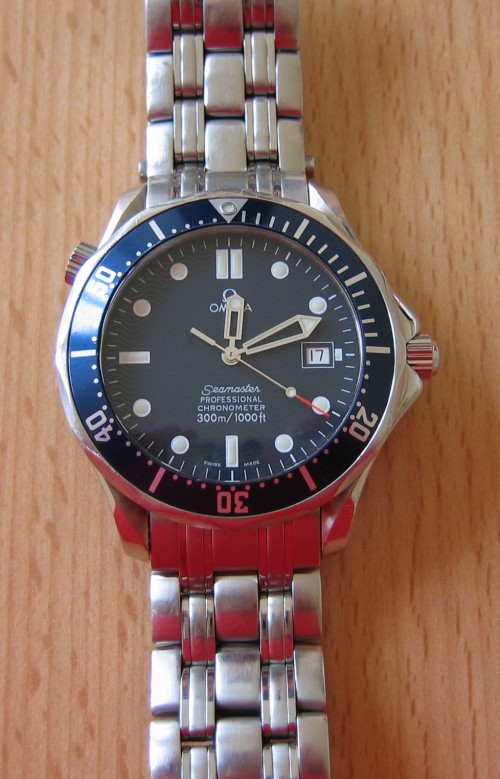
Un orologio certificato come cronometro.

COSC, acronimo per Contrôle Officiel Suisse des Chronomètres, è una sigla con la quale si identifica un ente di certificazione cronometrica con sede in Svizzera. 
Il ruolo del COSC è quello di certificare che un calibro soddisfi i criteri di precisione previsti dalla norma internazionale ISO 3159, che dà la definizione di cronometro da polso, rilasciando un "certificato di cronometro ufficiale".
Creato dai cantoni svizzeri di Berna, Ginevra, Neuchâtel, Soletta e Vaud in associazione con la Federazione dell'industria orologiera svizzera, l'obiettivo principale del COSC è quello di ottenere per tutti gli uffici di controllo la somiglianza delle condizioni di osservazione e l'unificazione tariffaria.
Nel 1973, Pierre-André Bugnon è stato il primo direttore del "Controllo ufficiale svizzero del cronometro" e la sua missione è stata "porre fine all'assurdità dell'attuale sistema BO" garantendo una migliore gestione.
L'offerta BO viene riorganizzata. Soletta e Le Sentier decisero così di chiudere la loro BO durante l'esercizio 1976, seguite nel corso del 1978 da Saint-Imier e La Chaux-de-Fonds nel 1981.
Nel 2013 l'ufficio di Ginevra è stato trasferito a Saint-Imier.
Attualmente restano in funzione solo le BO di Bienne, Le Locle e Saint-Imier. Dal 1994 questi uffici sono stati ufficialmente accreditati dall'Istituto Federale Svizzero di Metrologia come "laboratori di calibrazione ".
La direzione del COSC, con sede a La Chaux-de-Fonds, coordina il funzionamento dei BO fornendo e garantendo la manutenzione delle apparecchiature di misurazione e gestione dei risultati presso gli Uffici. È all'origine delle prescrizioni di controllo applicabili alle varie tipologie di movimenti depositati e svolge anche azioni relative alla comunicazione e difesa del “cronometro” in senso lato.